# 红楼梦 (歌剧)
《红楼梦》是一部由朝鲜血海歌剧团创作的歌剧，全剧根据曹雪芹同名著作创作，共六场十二幕，演出时间约三个小时，叙述了林黛玉和贾宝玉的爱情故事。这部歌剧在独唱、伴奏、舞蹈和舞美上吸收了《卖花姑娘》和《血海》等朝鲜经典歌剧的元素，伴奏音乐以朝鲜民族乐器为主，具有朝鲜族风情。全剧演员用朝鲜语演出，剧场设置屏幕播放字幕。

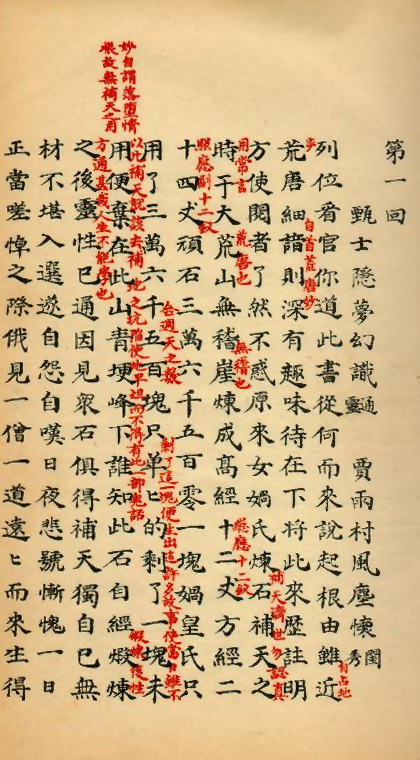
歌剧《红楼梦》根据曹雪芹原著创作

## 历史
朝鲜劳动党总书记、朝鮮内阁首相金日成在1961年访问中华人民共和国时观看了越剧《红楼梦》，当年上海越剧团《红楼梦》剧组应邀访问了朝鲜。在金日成的提议下，朝鲜艺术家以民俗戏剧“唱剧”的形式创作了歌剧《红楼梦》，邓小平访问朝鲜时，金日成曾陪同观看此剧。2009年是中华人民共和国和朝鲜人民民主主义共和国建立外交关系六十周年，亦是“中朝友好年”，在现任朝鲜劳动党总书记金正日的提议和指导下，血海歌剧团复排了歌剧《红楼梦》。2009年9月25日，歌舞剧《红楼梦》在平壤大剧场正式公演，为朝鲜观众喜爱，到2010年已演出50余场，观众人数近10万人次。
中华人民共和国文化部对复排此剧给予了帮助和支持，文化部在2009年派出专家前往朝鲜指导，并提供了演出道具、服装和舞美设备。同年9月25日，该剧在平壤大剧院正式演出。同年访问朝鲜的中国国务院总理温家宝在金正日的陪同下观看了此剧。

## 创作人员
- 编剧：赵灵出
- 导演：蔡明锡
- 作曲：李冕相
- 指挥：成仁德
- 美术师：金明洙
- 音响师：梁金灿
- 编舞：金睦龙

## 演职人员

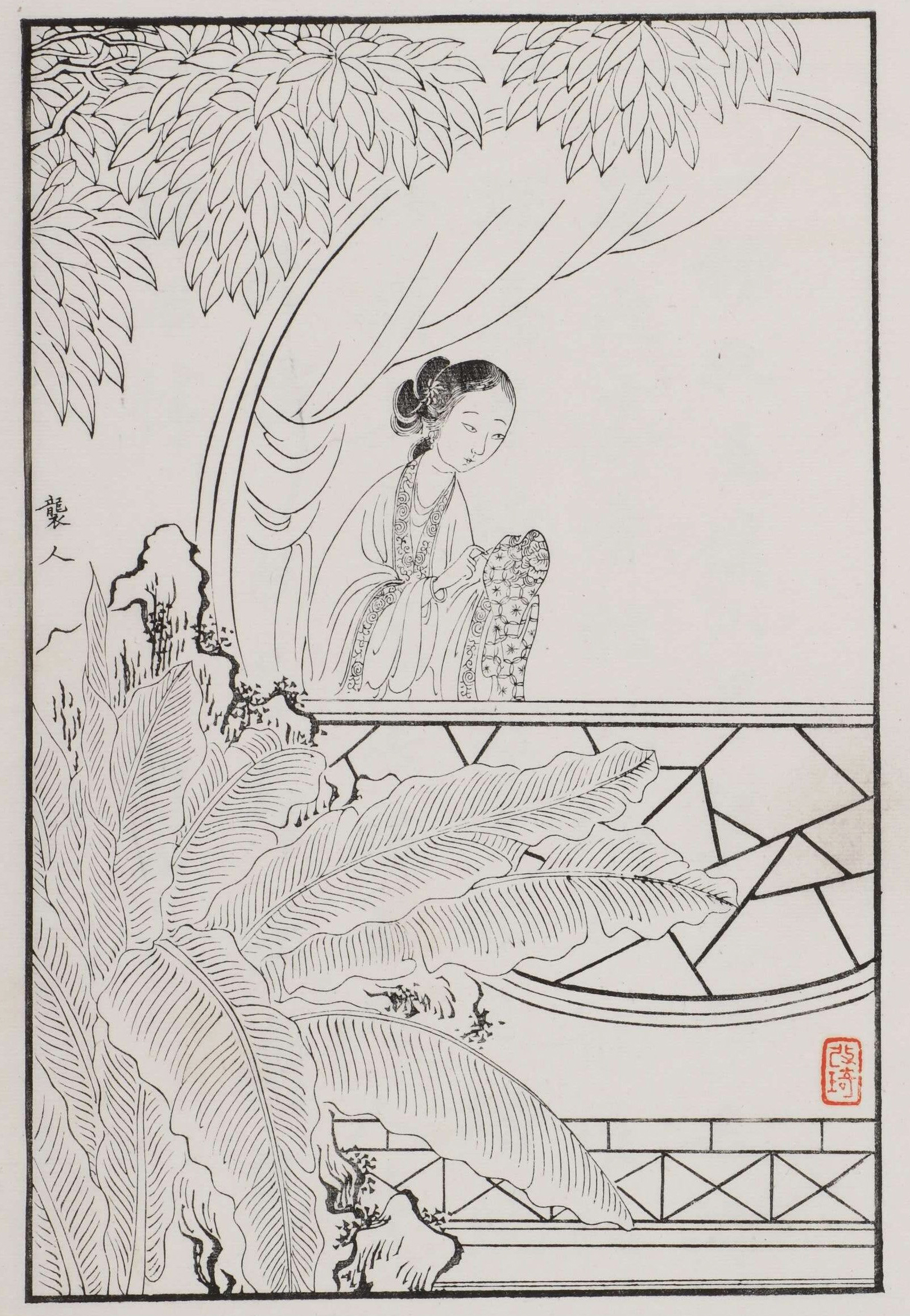
贾宝玉的丫鬟袭人

- 贾宝玉：金日煌
- 林黛玉：李正兰
- 薛宝钗：崔锦珠
- 王熙凤：崔京姬
- 贾母：许锦姬
- 袭人：韩恩惠
- 晴雯：吴恩实
- 紫鹃：闵福心
- 贾政：金裕哲
- 王夫人:李贤京
- 下官：崔京旭
- 雪雁：李美京
- 傻丫头：林惠顺

- 领舞：申英美
- 乐团团长：申律

## 剧目场次
全剧共六场十二幕：
- 第一场：大观园之春

林黛玉幼年丧母，孤苦无依，奉父亲的命令从苏州来到金陵外祖母家。在这里，她初次与贾宝玉相识，看到了贾宝玉身上佩带的“通灵宝玉”。
- 第二场·第一幕：潇湘馆

林黛玉投奔贾府一年后，贾宝玉的表姐薛宝钗也来到贾府。薛宝钗出身名门，美丽富贵，聪明大方。此时，贾宝玉正在跟林黛玉一起津津有味地阅读朝廷禁书《西厢记》。
- 第二场·第二幕：月夜之情

在美丽的荷花舞为背景的伴奏中，贾宝玉和林黛玉两情相悦，尽情玩耍。
- 第三场·第一幕：读书写字

贾宝玉厌恶每天上学、读书写字、会见宾客，整日和喜欢的丫鬟厮混。
- 第三场·第二幕：宝玉受罚

贾宝玉的父亲贾政得知贾宝玉不愿读书，与丫鬟厮混，还跟忠顺亲王府上的一个伶人过从甚密，一怒之下重重处罚贾宝玉。
- 第四场·第一幕：花满大观园

薛宝钗在大观园陪贾母赏花，林黛玉却独自葬花。林黛玉几日不理贾宝玉，贾宝玉苦于无法知道林黛玉的心事，于是非常难过。
- 第四场·第一幕：寂寞大观园

丫鬟紫鹃为了成全贾宝玉和林黛玉两人，撒谎说林黛玉要搬回苏州，宝玉信以为真当即晕倒。此时，贾母和王夫人、王熙凤等人却在精心谋划让贾宝玉娶薛宝钗。
- 第五场·第一幕：黛玉病殒

林黛玉听说贾宝玉要和薛宝钗结婚，伤心欲绝，告别人间。
- 第五场·第二幕：宝玉娶亲

贾宝玉以为自己将要和林黛玉结婚，不禁满心欢喜，不料发现新娘是薛宝钗，而林黛玉已经逝世，便悲愤地离开。
- 第六场：黛玉灵堂

贾宝玉在林黛玉的灵堂前放声痛哭。
- 尾声：宝玉出走

贾宝玉摔掉“通灵宝玉”，悲愤离开大观园。

## 巡回演出
应中国文化部邀请，朝鲜血海歌剧团于2010年在中国各地巡回演出，5月2日198名演员乘坐专列进入中国。5月6日晚上在北京电视台大剧院进行了中国巡演的首场演出。在接下来的一个月里，这部歌剧在湖北、湖南、重庆等地巡回演出，7月为答谢观众在北京加演三场。

## 评价
歌剧中歌曲大多采用朝鲜民谣唱法，但字幕很多都引用的是《红楼梦》原文，与中国的《越剧红楼梦》一样，故事主线为宝黛的悲剧爱情。令人称道的是服装舞美，演员的服饰造型与中国《87版红楼梦电视剧》很相似，其舞台布景如亭院楼阁、案几床凳也非常中国化。贵州民族学院合唱指挥张谦称赞此歌剧将欧洲歌剧、中国故事和朝鲜民族民间音乐三者有机结合，演员也很入戏，如不是唱的朝鲜语，中国观众不会怀疑这是一部由外国演员排演的《红楼梦》。